# 托雷莫利诺斯
托雷莫利诺斯，是西班牙安达卢西亚自治区马拉加省的一个市镇，位于地中海沿岸。它是同名司法区的首府，属于西太阳海岸地区以及马拉加大都市区。
该市位于马拉加湾西岸的太阳海岸，背靠米哈斯山脉。海拔49米，距离省会马拉加市中心13公里。通过A-7高速公路以及通勤火车与外界相连。2015 年，该市有 67,492 名居民，其中 14,215 名是外国人。总面积20平方公里；人口密度3153,85人/平方公里，但在夏季会显著增加。
20世纪50年代，这个自1924年起隶属于马拉加市的小渔村逐渐发展为西班牙主要的“阳光海滩”旅游目的地之一，安达卢西亚和太阳海岸首屈一指的旅游胜地。20世纪60年代至70年代，大量外国人、知识分子、波西米亚人、嬉皮士、艺术家、贵族、名流和普通游客涌入，营造了一种自由、开放、国际化的氛围，让它从太阳海岸中脱颖而出，成为西班牙的音乐娱乐和夜生活的一个代表，以及同性恋旅游的热门目的地。1988年，从马拉加市分离，成为一个独立的市镇。热闹的夜生活和丰富的酒店资源使托雷莫利诺斯成为了太阳海岸地区最主要的全球性旅游目的地之一。
几十年来，托雷莫利诺斯一直是安达卢西亚最重要的旅游目的地，其地位超越了塞维利亚、马贝拉和滨海罗克塔斯等城市。
这里尤其受到英国、德国、爱尔兰、法国、斯堪的纳维亚国家和西班牙其他地区游客的青睐。

## 地名来源
“托雷莫利诺斯”（Torremolinos）一词首次出现于1748年恩塞纳达侯爵的地图上，由“塔”（Torre）和“磨坊”（Molinos）组成。这一地区曾经有大量水磨坊，尽管只有“印加磨坊”（Molino de Inca）保存至今；至于名称里的“塔”，要么是指“磨坊塔”，要么是指“皮门特尔塔”（Torre de Pimentel），一座古老的瞭望塔。

## 地理状况
托雷莫利诺斯市镇位于米哈斯山脉东南麓的一条狭长沿海地带，该山脉向海延伸，形成一片被灌木丛和松树林覆盖的斜坡。米哈斯山脉在该市镇也被称为托雷莫利诺斯山脉，是一片石灰岩山体，属于贝尼贝蒂卡山脉的沿海部分，在该市镇范围内的最高海拔高度是623米。除了山区，托雷莫利诺斯的其余部分几乎完全城市化。在东北方向，它向瓜达尔霍尔切河的低地平原延伸；在相反方向，则呈现出更为多山的地形。
托雷莫利诺斯角（La punta de Torremolinos）是该地区最引人注目的地貌。这是一个小型岬角，曾将该市的海滩一分为二，但后来人们通过填海修建了一条海滨步道，将其连接起来。
托雷莫利诺斯东北部与马拉加的丘里亚纳区接壤，东部和东南部与地中海相邻，西南部和西部与贝纳尔马德纳接壤，西北部与阿尔奥林德拉托雷相邻。

### 气候
由于其地理位置，托雷莫利诺斯的最高气温在15至30°C之间，湿度约为75%。年降水量可达500升/平方米，其中11月和2月为降雨量最多的月份。

### 海滩
托雷莫利诺斯的主要旅游景点就是海滩。这里有近7公里的海岸线，主要海滩包括 Los Álamos, Playamar、El Bajondillo 和 La Carihuela，它们都是城市海滩，可以通过海滨步道抵达。一般而言，沙子为深色，浪花适中，夏季使用率很高。其中，Los Álamos 海滩长逾1公里，宽40米。La Carihuela 海滩宽度与之相当，长约2公里，位于同名的旧渔村，那里有很多炸鱼餐厅。
这些海滩提供各种旅游服务，每年有成千上万的游客前来游览。

### 绿地
该市最大的绿地是托雷莫利诺斯之泉-印加磨坊植物园综合体（el complejo Los Manantiales de Torremolinos-jardín botánico Molino de Inca ）和拉巴特里亚公园。前者位于托雷莫利诺斯泉水的发源地，汇集了50种不同类型的150多棵棕榈树、60种不同类型的约300棵树木，以及约400株各式各样的灌木。与植物园相邻的是“泉水松林”，这片广阔的森林被视为“城市之肺”，得名于其间流淌的泉水。这里配备了烧烤设施和桌子，供公众使用。

## 历史

### 史前时代
尽管一些历史学家声称，在托雷莫利诺斯的海滩和山丘上发现的某些雕刻石块可以证明15万年前人类曾在这里活动，但关于其史前时期的最有力的证据来自于在已消失的宝藏洞穴、塔帕达洞穴、獾洞穴和恩坎托洞穴中发掘的九具人类头骨、数十块骨头、陶罐、斧头、箭头、项链、手镯、一枚戒指和一些动物骨头。这些洞穴位于如今的圣克拉拉城堡及其周边地。

### 古代
根据托勒密的说法，腓尼基人在托雷莫利诺斯附近建立了萨杜塞城（Saduce）；但真正定居于现今托雷莫利诺斯市辖区的却是罗马人。最重要的发现是佩尼翁德尔卡斯蒂略（Peñón del Castillo）遗址中发现的公共浴场遗迹，该遗址现为圣克拉拉城堡（Castillo de Santa Clara），老普林尼（Plinio el Viejo）和庞波尼奥·梅拉（Pomponio Mela）的著作曾对其有所记载。
1881年3月24日，一场洪水冲开了地面，露出了一座防水灰泥泳池的遗迹，包括一个带有彩色马赛克的冷浴池和一个更衣室。然而，无论是这一遗址，还是后续在托雷莫利诺斯角及周边地区发现的其他遗址，都从未得到进一步调查。它们被掩埋，上面盖起了建筑物，尽管一直有人主张该地区存在未被发掘的长隧道。事实上，根据古老的传说，托雷莫利诺斯的地下有一个通往“公牛洞穴”的隧道网络，该洞穴位于山脉深处，与印加磨坊和托雷莫利诺斯角相距500米。根据当地人的传说，这条天然通道让人们在深入洞穴至一定深度时，能够听到海浪拍打岩石的回声。
罗马人留下的最重要的遗产是一条建于2000年前的道路，宽数米，将加的斯与马拉加连接起来，并贯穿托雷莫利诺斯全境。这条道路几乎到达了Playamar地区的沙滩，继续穿过Los Álamos，然后通向丘里亚纳，靠近贝尼特斯营地（Campamento Benítez）的城墙。在道路两侧，人们建造了别墅和腌鱼厂。在已知的11家工厂中，有3家位于托雷莫利诺斯。其中一座位于贝尼特斯营地附近的西萨尼亚巴哈庄园（Cizaña Baja），其遗址至今仍保存完好；另一座已消失在Los Álamos；第三座则位于巴洪迪略的拉罗卡悬崖附近，同样已消失。正是这一时期，首次出现了定居点从海滩向更高地带扩展的记载。20世纪90年代，在坎塔布里亚广场（plaza de Cantabria）的圣路易斯大楼（edificio San Luis）发现了一处拥有23座墓葬的小型罗马墓地，证实了该地区在大约2000年前存在一个聚落。

### 中世纪
最早的历史记录可追溯至1501年，当时人们一旦发现了有威胁的撒拉逊船只，就会在“磨坊塔”上敲响警钟。该塔又称“皮门特尔塔”，基督徒用它来抵御撒拉逊海盗的袭击。在其周围形成了一个聚居地，后来发展为城镇，居民以渔业、农业和磨坊为生。
几个世纪以来，从多洛米蒂石灰岩形成的山脉和土壤中涌出的天然泉水一直是托雷莫利诺斯历史发展的核心。在阿拉伯人的统治下，一种新的产业出现了，并且形成了托雷莫利诺斯的特色：磨坊。
阿拉伯人善于利用地下水资源和从山脉延伸至海滩的巨大河道。沿着这条河道，他们建造了多达十九座磨坊（尽管并非一直如此，因为这些设施是随着人口需求的增长而逐步出现的）。